# Gabriel Fuster i Forteza
Gabriel Fuster i Forteza (Manacor, 1901 — 1967) va ser un historiador i autor teatral.
Farmacèutic i advocat. Membre fundador i director de l'Agrupació Artística de Manacor va publicar als setmanaris locals (ininterrompudament des de 1932 fins al 1965) articles sobre aspectes històrics del seu poble. A partir del 1941 portaven el nom genèric de Dades per a la Història de Manacor. Aquests articles serien el fonament de la primera Història de Manacor, que va veure la llum l'any 1966 formant el volum III de la col·lecció Baleria.
Com a autor teatral, va escriure, entre altres obres, la sarsuela Amor de muñecos (1931) —amb música de Bartomeu Gayà i escrita conjuntament amb Sebastià Rubí—, comèdies com Un arracés del camí (1935), Fang (1947), Ai, mon pare! (1952) i La Santa Humildad (1962), o sainets com En banyeta verda (1935), entre d'altres.
A més de la seva producció teatral, és autor de nombrosos treballs d'investigació històrica. Entre d'altres, Un Alzamiento carlista en Mallorca (1945), examen dels fets ocorreguts a Manacor el mes d'agost de 1835; Introducción al estudio de los apodos manacorenses (1964), on s'analitzen 883 malnoms amb expressió de dates i d'usuaris des de 1511 fins a 1835; Profilaxis de una peste bubónica, 1820 (1964), que detalla l'origen i desenvolupament de la pesta iniciada a Son Servera; L'Alçament forà de 1450, defensa dels pagesos (que va deixar inèdit i l'Ajuntament va editar el 1999), on reivindica el paper de la part forana acabdillada per Simó «Tort» Ballester, en front de les tesis que condemnaven la pagesia i Algunas noticias históricas y biográficas sobre la farmacia en Baleares, que no es va publicar fins al 2005.